# Prachya Pinkaew
Prachya Pinkaew (thajsky ปรัชญา ปิ่นแก้ว) (* 2. září 1962) je thajský režisér a prezident Thajské asociace filmových režisérů. 

## Biografie
Pinkaew vystudoval v roce 1985 Nakhon Ratchasima Technology College v Nakhon Ratčasima, obor architektura. Svou kariéru začal v roce 1990, pracoval jako umělecký ředitel a později jako kreativní ředitel reklamní firmy Packshot Entertainment. Režíroval videoklipy a získal několik televizních cen v Thajsku.
Jeho první celovečerní film vznikl v roce 1992 s názvem The Magic Shoes. V roce 1995 následoval romantický thriller Dark Side Romance. V roce 2003 natočil film Ong-bak, kde ztvárnil hlavní postavu Tony Jaa, který se tím zviditelnil i za hranicemi Thajska. Po natočení druhého dílu Ong-bak 2 v roce 2005 se stal známým i Pinkaew.
Jako prezident Thajské asociace filmových režisérů Pinkaew působí od roku 2007.
Po násilném potlačení protestů v roce 2010 Pinkaew vyprodukoval hudební video se zprávou „Ať se nám vrátí štěstí“, které je zobrazeno na BTS Skytrain.

## Režijní filmografie
- 2003 Ong-bak
- 2005 Ong-Bak 2
- 2008 Duch boje
- 2011 Bílý Elephant
- 2014 Chocolate 2